# 5101-es mellékút (Magyarország)
Az 5101-es főút egy 44,5 kilométer hosszú, négy számjegyű mellékút Budapest és Pest vármegye területén. A Csepel-sziget településeit köti össze egymással, illetve Budapesttel és az 51-es főút kiskunlacházi szakaszával.

## Nyomvonala
Budapest területén indul, az 5-ös főút belterületi szakaszából, a Soroksári útból a Közvágóhídnál kiágazva és a XXI. kerületen, Csepel városrészen végighaladva. Városhatáron belüli szakasza azonban ma nem minősül országos közútnak, kilométer-számozása így csak a városhatárnál kezdődik, a 7+087-es kilométerszelvénnyel, Szigetszentmiklós északi határánál, ahol délnyugati irányban húzódik.
Szinte egyből egy körforgalmú csomóponton halad át, amelyből délkelet felé ágazik ki az 5103-as út, az új gerincút egyik szakaszaként. Pár száz méterrel arrébb egy újabb körforgalmon halad keresztül, ahonnan a város bevásárlóközpontjainak bekötőútja ágazik ki. A 8. kilométerénél két lámpás kereszteződése következik, ezekben az M0-s autóút le- és felhajtó ágai csatlakoznak, a kettő között pedig elhalad az irányonként három forgalmi sávos M0-s felüljáró pályatestje alatt. Innen Szigetszentmiklós Lakihegy városrészén halad keresztül, amelynek utolsó házait 9,5 kilométer után hagyja el.
Innen szinte azonnal Szigetszentmiklós és Halásztelek határvonalán folytatódik, északnyugat felől ez utóbbi házai kísérik, a másik oldalon pedig nem sokkal ezután elhalad a 314 méter magas Lakihegyi adótorony mellett. Nagyjából 10,6 kilométer után ismét egy körforgalmon halad át, a 11. kilométerénél pedig teljesen halásztelki területre ér. 12,6 kilométer után éri el a település lakott területének déli szélét, ott délkeleti irányba fordul, s így halad el a tököli repülőtér területe mellett.
A 14. kilométerénél egy kis időre ismét visszatér Szigetszentmiklós határai közé, ahol ismét egy körforgalmon halad át – abba északkelet felől torkollik bele a Szigetszentmiklóst elkerülő új gerincút, az 5102-es út –, majd délnek fordul, és egy darabig Tököl-Szigetszentmiklós határát kíséri. Közben két újabb körforgalmat szel át, az első csak egy bevásárlóközpontot szolgál ki, a másodikban viszont egy mellékút is beletorkollik – ez az 51 104-es, amely Dunavarsánytól vezet idáig, nagyrészt mint Szigethalom főutcája –, az 5101-es pedig délnyugatnak fordul. Itt egy kis szakaszon szigethalmi telkek között húzódik, nagyjából 15,8 kilométer után egy újabb kanyarral északnyugat felé veszi az irányt, amikor pedig – bő 17,5 kilométer után – eléri Tököl legészakibb házait, akkor újra délnek kanyarodik.
Tökölön a belterület nyugati széle közelében húzódik végig, Fő utca néven, közben a központban, 19,8 kilométer után egymástól pár lépésre két elágazása is van keleti, illetve délkeleti irányban: előbb az 51 303-as számú mellékút ágazik ki belőle a H6-os HÉV tököli állomására, majd az 51 107-es, Szigetcsép-Szigetszentmárton irányába. Kicsivel a 21. kilométere előtt lép ki Tököl lakott területei közül.
24,6 kilométer után lépi át Szigetcsép határát, de lakott területeket ott nemigen érint. 27,8 kilométer után már Szigetújfalu területén folytatódik, a község északi szélét nagyjából 29,5 kilométer után éri el, ahol újból Fő út lesz a neve. 30,3 kilométer megtételét követően egymástól pár lépésre két mellékút is kiágazik belőle: előbb az 51 111-es kelet felé, Szigetszentmártonba, majd az 51 305-ös nyugat felé, ez az Ercsi–Szigetújfalu-kompjárat itteni felhajtójáig vezet. Körülbelül 31,9 kilométer után éri el a község déli szélét, mintegy 300 méterrel arrébb pedig átszeli Ráckeve határát.
Ráckeve területén sokáig laza beépítettségű, részben üdülőövezeti, részben mezőgazdasági jellegű telkek között húzódik, délkeleti irányban; a város északi szélét a 37. kilométere közelében éri el. Keresztezi a HÉV vágányait, majd észak felől visszatorkollik bele az 51 107-es út, utána pedig annak irányát követve délnek fordul. Kossuth Lajos utca néven húzódik a sínek keleti oldalán, 37,8 kilométer után elhagyja a HÉV végállomását, nagyjából 38,5 kilométer után pedig elhalad a Savoyai-kastély és annak elegáns parkja mellett.

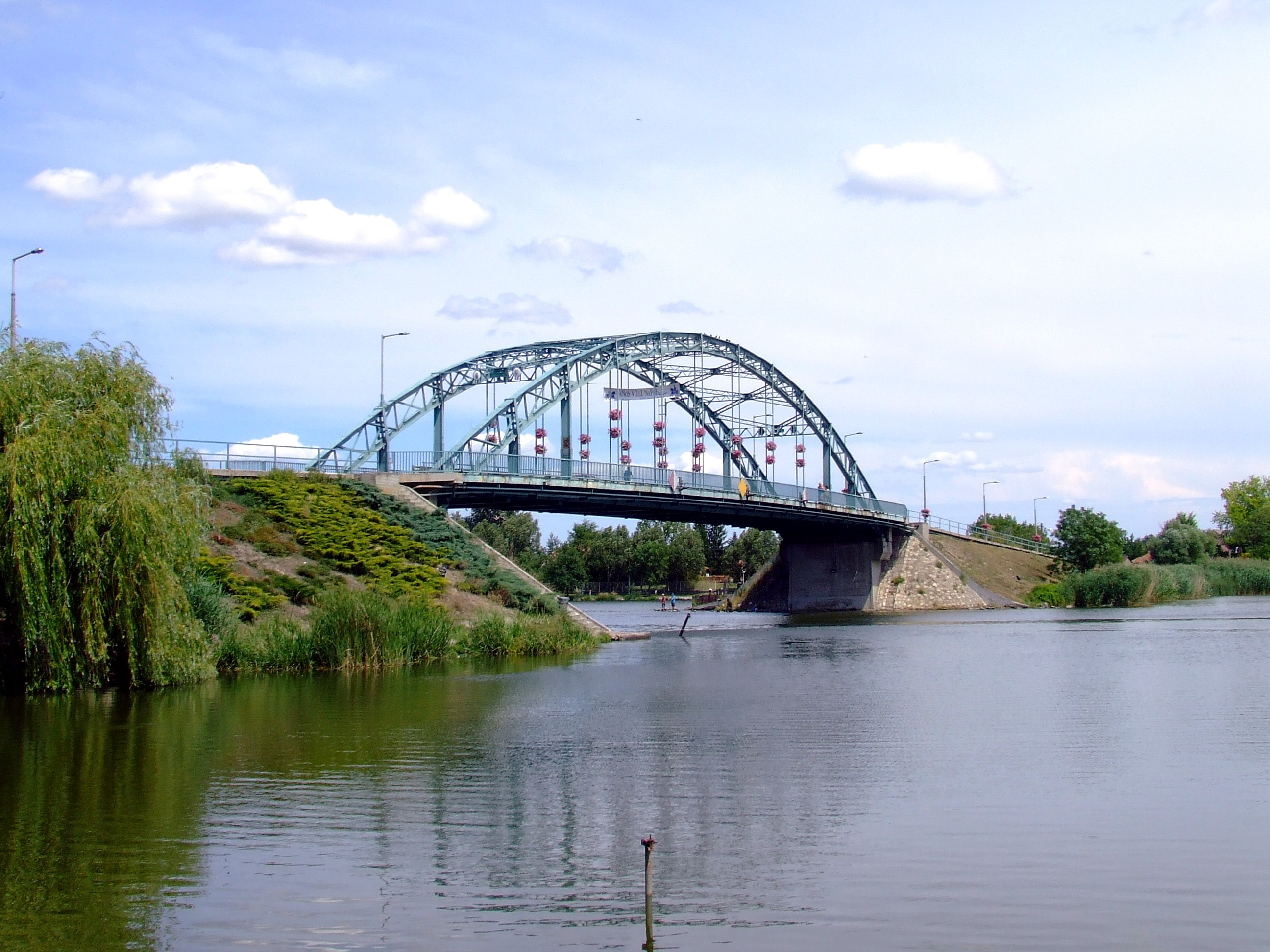
A ráckevei Árpád híd

A belvárosban két egyirányú szakaszra válik szét, így húzódik több mint 750 méternyi hosszban, a Kossuth Lajos utca nevet az észak felé egyirányú oldala viszi tovább, a másik irány az Eötvös utcában halad. A ráckevei Árpád híd vonalát elérve találkozik ismét a két irány, ott az út keletnek kanyarodva ráfordul a Ráckevei-Dunaágat átívelő hídra, de előbb még kiágazik belőle az 51 112-es számú mellékút, Szigetbecse-Makád felé. A hídon átérve északkelet felé fordul, így halad Újtelep városrész házai között, de nagyjából 40,7 kilométer megtételét követően átlép Kiskunlacháza területére és keleti irányban folytatódik.
43,8 kilométer után éri el Kiskunlacháza első házait, ott a Ráckevei út nevet viseli, majd körülbelül 400 méterrel arrébb egy elágazáshoz ér. Az út itt északnak fordul, a Dózsa György utca nevet felvéve, dél felé pedig kiágazik belőle az 51 117-es számú mellékút, a település déli része felé. Nem sokkal ezután véget is ér, beletorkollva az 51-es főútba, annak a 40+700-as kilométerszelvénye közelében.
Teljes hossza, az országos közutak térképes nyilvántartását szolgáló kira.gov.hu adatbázisa szerint 44,500 kilométer.

## Települések az út mentén
- (Budapest XXI. kerülete)
- Szigetszentmiklós
- Halásztelek
- Szigethalom
- Tököl
- (Szigetcsép)
- Szigetújfalu
- Ráckeve
- Kiskunlacháza